# Delko Marseille Provence KTM/2016
Deze pagina geeft een overzicht van de Delko Marseille Provence KTM-wielerploeg in 2016.

## Algemeen
Algemeen manager: Frédéric Rostaing
Ploegleiders: Gilles Pauchard, Freddy Lecarpentier, Arvis Piziks
Fietsmerk: KTM

## Transfers
| Inkomend               | Team 2015                          | Uitgaand             | Team 2016                      |
| ---------------------- | ---------------------------------- | -------------------- | ------------------------------ |
| Yannick Martinez       | Team Europcar                      |                      |                                |
| Thierry Hupond         | Team Giant-Alpecin                 | Ignatas Konovalovas  | FDJ                            |
| Christophe Laborie     | Bretagne-Séché Environnement       | Julien Loubet        | Fortuneo-Vital Concept         |
| Leonardo Duque         | Colombia                           | Clément Penven       | Équipe Cycliste Armée de Terre |
| Romain Combaud         | Équipe Cycliste Armée de Terre     | Alexandre Blain      | Madison Genesis                |
| Quentin Pacher         | Équipe Cycliste Armée de Terre     | Yoann Paillot        | Onbekend                       |
| Fredrik Strand Galta   | Team Coop-Øster Hus                | Grégoire Tarride     | Onbekend                       |
| Daniel Díaz            | Carrefour Funvic Soul Cycling Team | Grégoire Tarride     | Onbekend                       |
| Asbjørn Kragh Andersen | Team TreFor-Blue Water             | Clément Saint-Martin | Onbekend                       |
| Delio Fernández        | W52-Quinta da Lixa                 |                      |                                |
| Martin Laas            | Team Pro Immo Nicolas Roux         |                      |                                |
| Mikel Aristi           | Fundación Euskadi-EDP              |                      |                                |

## Renners
| Naam                   | Geboortedatum | Nationaliteit | Ploeg 2015                         |
| ---------------------- | ------------- | ------------- | ---------------------------------- |
| Mikel Aristi           | 28-05-1993    | Spanje        | Fundación Euskadi-EDP              |
| Romain Combaud         | 01-04-1991    | Frankrijk     | Équipe Cycliste Armée de Terre     |
| Rémy Di Grégorio       | 31-07-1985    | Frankrijk     |                                    |
| Daniel Díaz            | 07-07-1989    | Argentinië    | Carrefour Funvic Soul Cycling Team |
| Leonardo Duque         | 10-04-1980    | Colombia      | Colombia                           |
| Julien El Fares        | 01-06-1985    | Frankrijk     |                                    |
| Delio Fernández        | 17-02-1986    | Spanje        | W52-Quinta da Lixa                 |
| Benjamin Giraud        | 23-01-1986    | Frankrijk     |                                    |
| Thierry Hupond         | 10-11-1984    | Frankrijk     | Team Giant-Alpecin                 |
| Asbjørn Kragh Andersen | 09-04-1992    | Denemarken    | Team TreFor-Blue Water             |
| Martin Laas            | 15-09-1993    | Estland       | Team Pro Immo Nicolas Roux         |
| Christophe Laborie     | 05-08-1986    | Frankrijk     | Bretagne-Séché Environnement       |
| Yannick Martinez       | 04-05-1988    | Frankrijk     | Team Europcar                      |
| Quentin Pacher         | 06-01-1992    | Frankrijk     | Équipe Cycliste Armée de Terre     |
| Evaldas Šiškevičius    | 30-12-1988    | Litouwen      |                                    |
| Fredrik Strand Galta   | 19-10-1992    | Noorwegen     | Team Coop-Øster Hus                |

## Overwinningen
Tour des Fjords
4e etappe: Asbjørn Andersen
Ronde van het Taihu-meer
7e etappe: Leonardo Duque
Eindklassement: Leonardo Duque
2011 · 2012 · 2013 · 2014 · 2015 · 2016